# Kevin Hatcher
Pour les articles homonymes, voir Hatcher.
Temple de la renommée américain : 2010
Kevin Hatcher (né le 9 septembre 1966 à Détroit dans le Michigan aux États-Unis) est un joueur de hockey sur glace professionnel retraité qui joua 17 saisons dans la Ligue nationale de hockey pour les Capitals de Washington, les Stars de Dallas, les Penguins de Pittsburgh, les Rangers de New York et les Hurricanes de la Caroline.
Il fut repêché par les Capitals au 17e rang du repêchage d'entrée dans la LNH 1984. Il prit part à 1157 matches dans la LNH, comptant 227 buts et ajoutant 450 passes pour un total de 677 points - il purgea 1392 minutes de punition. Il connut sa meilleure saison offensive en 1992-1993 alors qu'il compta 34 buts et obtint 79 points, deux sommets en carrière.
Il est le frère de Derian Hatcher. En 2010, ils sont tous les deux admis au Temple de la renommée du hockey américain.